# La Ballade des gens qui sont nés quelque part
Pistes de Fernande
Stances à un cambrioleur
(2) La Princesse et le croque-notes
(4)
La Ballade des gens qui sont nés quelque part est une chanson de Georges Brassens, d'une durée de 3 min 26 s, figurant sur l'album Fernande, parue en 1972.

## Thématique
Georges Brassens, auteur du texte, se moque des chauvins de tous horizons qui tirent orgueil et vanité du lieu de leur naissance, des « gens du terroir », des « porteurs de cocardes », « des enfants de leur mère patrie » qui selon lui gâchent le paysage : « Qu'ils sortent de Paris, ou de Rome, ou de Sète (…) ou même de Montcuq, ils s'en flattent mazette (…) les imbéciles heureux qui sont nés quelque part (…) ».

## Reprises
- La chanson a été reprise par le groupe Tarmac sur l'album L'Atelier (2001).

## Postérité
Cette chanson a été évoquée par Pierre Desproges dans son sketch du Tribunal des flagrants délires, durant la diffusion de l'émission dont l'invité était Jean-Marie Le Pen.
La chanson Né quelque part de Maxime Le Forestier fait référence à la chanson de Brassens.